# Institut Industrial de Sabadell
L'Institut Industrial de Sabadell va ser una entitat creada el 1863 a redós del Gremi de Fabricants de Sabadell per ampliar la seva activitat relacionada amb la política proteccionista. Es dedicà a organitzar uns cursos d'ensenyament industrial, econòmic i mercantil entre el 1863 i el 1865, cursos que duia a terme el pedagog sabadellenc Agustí Rius i Borrell. El 1864 inicià la publicació del periòdic El Eco del Vallés. Les activitats de l'Institut es van acabar el 1872.